# Kissin U Remix EP
Kissin U Remix es el segundo EP de la actriz y cantante Miranda Cosgrove, este EP incluye 3 remixes de la canción Kissin U del álbum debut en solitario de Miranda Cosgrove, “Sparks Fly”. El EP fue lanzado el 29 de junio de 2010 por iTunes.

## Lista de canciones
| Edición estándar |                                           |                                                 |          |  |
| N.º              | Título                                    | Escritor(es)                                    | Duración |  |
| 1.               | «Kissin U (Remix de Jason Nevis - Radio)» | Miranda Cosgrove, Lukasz Gottwald, Claude Kelly | 3:11     |  |
| 2.               | «Kissin U (Remix de Mike Rizzo - Radio)»  | Miranda Cosgrove, Lukasz Gottwald, Claude Kelly | 3:08     |  |
| 3.               | «Kissin U (Remix de Smash Mode - Radio)»  | Miranda Cosgrove, Lukasz Gottwald, Claude Kelly | 3:22     |  |
| 9:41             |                                           |                                                 |          |  |